# Sinagoga Slat al-Fassiyin
La sinagoga Slat al-Fassiyin (in arabo كنيس صلاة الفاسيين‎?) è una sinagoga di Fès, in Marocco, localizzata nel locale mellah. La sinagoga, considerata la più antica del mellah e risalente al periodo merinide, è una delle poche delle città a officiare un rito non legato alla tradizione sefardita fino al XX secolo. La tradizione della sinagoga è legata a quella degli ebrei indigeni toshavim che non si integrarono con i sefarditi. L'attuale edificio è datato al XVII secolo.
La sinagoga venne abbandonata a partire dagli anni 1950 e cadde in disuso fino al 2013, quando venne restaurata dal governo marocchino. La sinagoga tornò ad officiare le funzioni religiose a partire dal 2016.